# Eduard von Regel
Eduard August von Regel, född 13 augusti 1815 i Gotha, Thüringen, död 27 april 1892 i Sankt Petersburg, Kejsardömet Ryssland, var en tyskfödd botaniker och trädgårdsman.
von Regel var son till Friedrich Ludwig Andreas Regel, far till Albert och Robert Regel, farbror till Fritz Regel samt farfar till Constantin Andreas von Regel.
Regel blev föreståndare för botaniska trädgården i Zürich 1842, biträdande föreståndare för kejserliga botaniska trädgården i Sankt Petersburg 1857 och dess föreståndare 1876. Han var en av sin tids förnämsta trädgårdsodlare genom sin framgångsrika strävan att inom trädgårdskonsten tillämpa vetenskapens lagar och därjämte mycket produktiv som deskriptiv botaniker. Han uppsatte 1852 den värdefulla trädgårdstidskriften "Gartenflora" och var dess utgivare intill 1884. 
Regels deskriptiva arbeten omfatta dels den rysk-asiatiska floran, dels en stor mängd trädgårdsbotaniska uppsatser över prydnads- och nyttoväxterna, såsom Monographia Betulacearum (1861), Plantæ Raddeanæ oder Aufzählung der Pflanzen Ostsibiriens (1861–62, se Gustav Radde), Descriptiones plantarum novarum (1873–82), Alliorum monographia (1875), Flora Turkestanica (1876) och Tentamen Rosarum monographiæ (1877). Av mera praktisk betydelse är bland annat Die Kultur und Aufzählung der Eriken (1843) samt en rysk dendrologi och en rysk pomologi.
Auktorsnamnet Regel kan användas för Eduard von Regel i samband med ett vetenskapligt namn inom botaniken; se Wikipediaartiklar som länkar till auktorsnamnet.